# 제리 캔트렐
제리 캔트렐(Jerry Cantrell, 1966년 3월 18일 ~ )은 미국의 기타리스트이자 싱어송라이터이다. 그는 록 밴드 앨리스 인 체인스의 창립자, 리드 기타리스트, 공동 리드 보컬, 메인 작곡가로서 가장 잘 알려져 있다. 1990년대 초 시애틀의 그런지 운동 기간 동안 국제적인 명성을 얻었으며, 독특한 보컬 스타일과 캔트렐과 레인 스테일리(나중에 캔트렐과 윌리엄 듀발)의 조화로운 보컬로 알려져 있다. 캔트렐은 앨리스 인 체인스의 1992년 EP 《Sap》에서 리드 보컬을 부르기 시작했다. 2002년 스테일리 사망 후 캔트렐은 스테일리 포스트 음반인 《Black Gives Way to Blue》 (2009년), 《The Devil Put Dinosaurs Here》 (2013년), 《Rainier Fog》 (2018년)의 대부분의 곡에서 앨리스 인 체인스의 리드 싱어로 역할을 맡았으며 듀발과 함께 신곡에서 하모니를 하고 라이브 콘서트에서 예전 노래에서 스테일리의 보컬을 불렀다.